# Gustave Geffroy
Gustave Geffroy (Parigi, 1º giugno 1855 – Parigi, 4 aprile 1926) è stato un letterato francese.
Fu giornalista, critico d'arte, storico e romanziere. Fu altresì uno dei dieci fondatori dell'Académie Goncourt che diresse per dieci anni.

## Biografia
Gustave Geffroy è noto in particolare per essere stato il primo storico dell'impressionismo. Nel settembre del 1886 si recò a Belle Île per un'inchiesta sulle prigioni di Napoleone III, e incontrò per caso Claude Monet, di cui era un ammiratore. All'incontro seguì una lunga amicizia che avrebbe condotto Geffroy ad essere uno dei più appassionati sostenitori degli artisti impressionisti. Monet gli presentò altri pittori del nascente movimento, fra cui Cézanne che nel 1895 gli fece un ritratto, e Geffroy entrò nell'ambiente degli impressionisti, li conobbe tutti e tutti li sostenne con i suoi articoli e con precise prese di posizione sulla stampa e nei discorsi.

Nel 1897 pubblicò "L'Enfermé" (Il recluso), nel quale raccontava la vita di Auguste Blanqui. La prima uscita fu a puntate, nei "feuillettons" del settimanale "La lettura illustrata" di Felix Juven. Nel frattempo continuò a scrivere gli elogi di Monet e della sua arte, sino a diventarne il biografo.

Geffroy fu un assiduo frequentatore del Grenier de Goncourt, dove ritrovava i suoi amici: Frantz Jourdain, Octave Mirbeau, Jean Ajalbert. Assieme a nove di essi fondò nel 1900 l'Académie Goncourt.

Dal 1880 collaborò con il quotidiano "La Justice", dove conobbe Georges Clemenceau, del quale divenne grande amico e dal quale, nel 1908, fu nominato Amministratore della Manifattura dei Gobelins, incarico che mantenne per tutta la vita.

Nel 1914, assieme ad altri scrittori e giornalisti, decise di occuparsi della guerra appena scoppiata, con articoli, testimonianze e documentazioni fotografiche sino al 1919.
Geffroy morì nel 1926 e fu sepolto nel Cimitero di Montrouge.
Dal 1937 la strada che passa sul retro della Manifattura dei Gobelins porta il suo nome.

## Opere principali
Romanzi
- Le Cœur et l'esprit - (1894)
- L'apprentie[2] - (1904)
- Hermine Gilquin[3] - (1907)
- La Comédie bourgeoise - (1922)
- Cécile Pommier. 1º L'Éducation spirituelle. 2º La Lutte des classes - (2 volumi, 1923)

Belle arti
- Bernard Palissy - (1881)
- Le Statuaire Rodin - (1889)

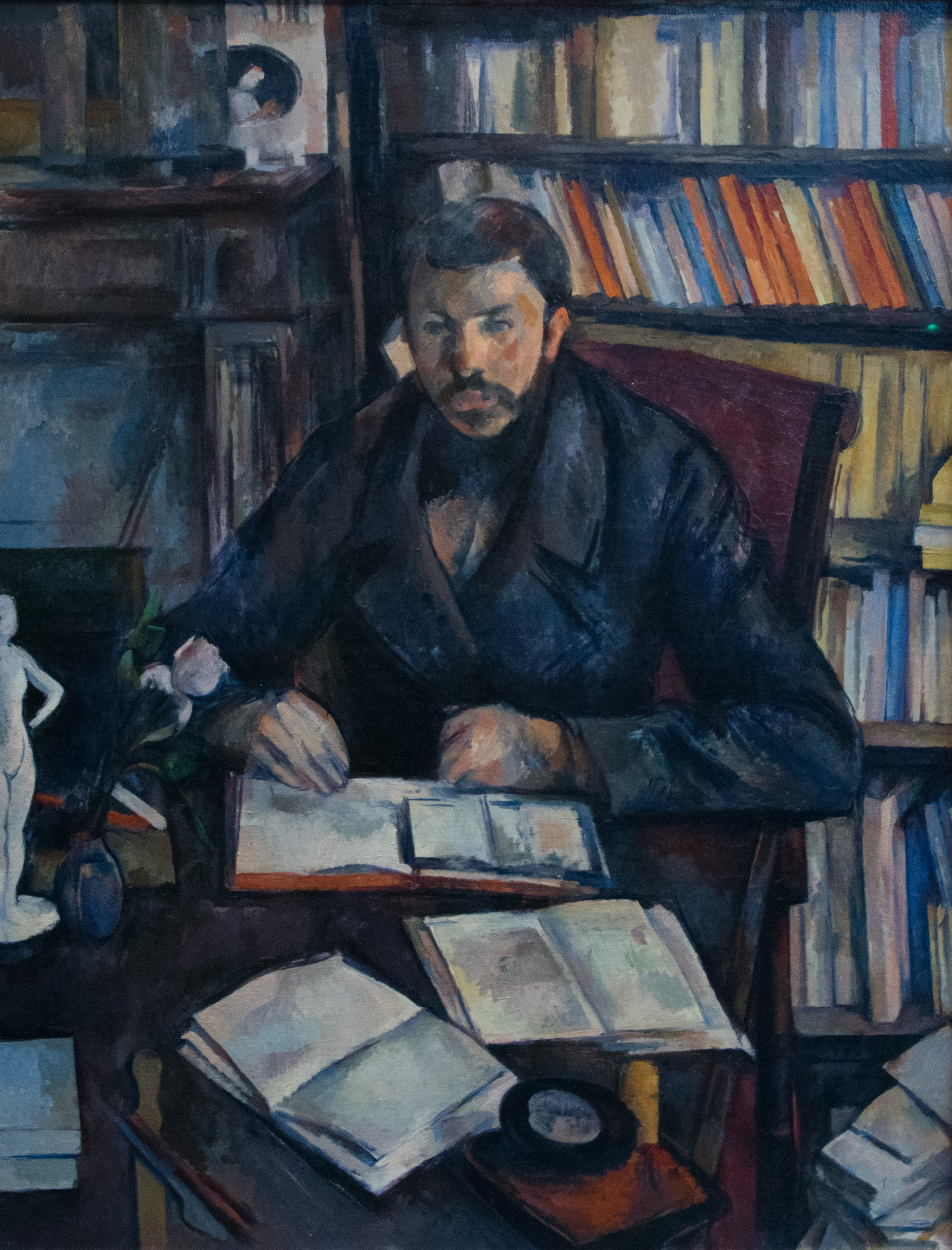
Gustave Geffroy
Ritratto di Paul Cézanne del 1895

- La Vie artistique - (8 volumi, 1892-1903)
- Rubens[4] - (1902)
- Les Musées d'Europe - (11 volumi, 1906-1908)
- Claude Monet[5] - (1920)
- René Lalique - (1922)
- Sisley - (1923)
- Auguste Brouet : catalogue de son œuvre gravé - (2 volumes, 1923)
- Charles Meryon - (1926)
- Corot - (1926)
- Daumier - (1926)

Storia
- L'Enfermé [6] - (1897) Bibliothèque-Charpentier - Eugène Fasquelle, 1897 - Testo on line
- La Bretagne - (1905)
- La France héroïque et ses Alliés (in collaborazione), Tomo I (1916), Tomo II (1919)
- Clemenceau[7] - (1918)
- Constantin Guys, l'historien du Second Empire - (1920)

Varie
- Notes d'un journaliste: vie, littérature, théâtre [8] - (1887) - Testo on line
- Pays d'Ouest [9] - (1897)
- Les Minutes parisiennes, 2 heures. La Cité et l'île Saint-Louis - (1899)
- L'Apprentie, dramma storico in 4 atti e 10 quadri, Parigi, Théâtre de l'Odéon, 7 gennaio (1908)[10]
- Les Bateaux de Paris[11] - (1903)
- Les Minutes parisiennes. 7 heures. Belleville - (1903)
- Images du jour et de la nuit[12] - (1924) - Testo on line